# Manuripi
Manuripi is een provincie in het departement Pando in Bolivia. De provincie heeft een oppervlakte van 22.461 km² en heeft 14.986 inwoners (2012). De hoofdstad is Puerto Rico.
Manuripi is verdeeld in drie gemeenten:
- Filadelfia
- Puerto Rico
- San Pedro

Abuná · 
Federico Román · 
Madre de Dios · 
Manuripi · 
Nicolás Suárez